# Apocephalus roeschardae
Apocephalus roeschardae är en tvåvingeart som beskrevs av Brown 2000. Apocephalus roeschardae ingår i släktet Apocephalus och familjen puckelflugor. Inga underarter finns listade i Catalogue of Life.